# Ньив-Никкери
Ньи́в-Никке́ри (нидерл. Nieuw-Nickerie, МФА: [ˈniu̯ niˈkeːri]) — город в Суринаме, административный центр округа Никкери. Имеет население 13 000 человек и занимает третью позицию в списке крупнейших городов страны (после Парамарибо и Лелидорпа).
Расположен в устье реки Никкери на побережье Атлантического океана, напротив устья реки Корантейн и гайанского города Корривертон, с которым соединён паромным сообщением.
Основные выращиваемые культуры — бананы и рис. Город имеет рынок и несколько отелей, в том числе Hotel Ameerali, Hotel de President, Hotel Tropical, Hotel de Vesting и Residence Inn.

## Известные уроженцы, жители
- Рамперсад, Хьюберт — консультант по проблемам менеджмента, общего управления качеством и поведения работников в организации, президент INNOVATION UNIVERSITY OF SILICON VALLEY.